# Amatitla, Veracruz
Amatitla är en ort i Mexiko.   Den ligger i kommunen Tlilapan och delstaten Veracruz, i den sydöstra delen av landet, 220 km öster om huvudstaden Mexico City. Amatitla ligger 1 170 meter över havet och antalet invånare är 102.
Terrängen runt Amatitla är bergig västerut, men österut är den kuperad. Runt Amatitla är det ganska tätbefolkat, med 166 invånare per kvadratkilometer. Närmaste större samhälle är Orizaba, 6,2 km norr om Amatitla. I omgivningarna runt Amatitla växer i huvudsak städsegrön lövskog.